# Paralimnophila (Paralimnophila) bicincta
Paralimnophila (Paralimnophila) bicincta is een tweevleugelige uit de familie steltmuggen (Limoniidae). De soort komt voor in het Australaziatisch gebied.